# United Nations Operation in Somalia II
Die United Nations Operation in Somalia II (UNOSOM II, deutsch Operation der Vereinten Nationen in Somalia II) war eine Friedensmission der Vereinten Nationen in Somalia von März 1993 bis März 1995. Sie wurde basierend auf der Resolution 814 des UN-Sicherheitsrates vom 26. März 1993 eingerichtet, um die multinationale Unified Task Force (UNITAF) abzulösen, die im somalischen Bürgerkrieg um Neutralität und Nichtverwicklung rang. Bis März 1995 wurde sie abgezogen.

## Geschichte
Die Vorläufermission UNOSOM I war im April 1992 eingerichtet worden, um eine Waffenruhe zwischen den Kriegsherren Mohammed Farah Aidid und Ali Mahdi Mohammed zu überwachen und humanitäre Hilfe für die von der Hungersnot in Somalia Betroffenen zu koordinieren. Da jedoch die UNOSOM I nicht ermächtigt war, Gewalt für diese Ziele einzusetzen, wurde im Dezember 1992, nach einer drastischen Verschlechterung der Situation in Somalia, der multinationale Eingreifverband UNITAF unter Führung der USA vom Sicherheitsrat der Vereinten Nationen dazu ermächtigt, „mit allen erforderlichen Mitteln“ eine sichere Umgebung für humanitäre Hilfsaktionen zu schaffen. Im März 1993 übernahm UNOSOM II diese Mission von der UNITAF. Zu den jetzt möglichen Zwangsmaßnahmen zur Friedensschaffung und -sicherung zählten unter anderem Überwachung von Waffenruhen, Beschlagnahme illegaler Waffen und Minenräumung. UNOSOM leistete auch Unterstützung beim Neuaufbau von Polizei und politischen Strukturen.
Die Bundesrepublik Deutschland beteiligte sich an der Mission direkt mit dem Deutschen Unterstützungsverband Somalia. Der in Beledweyne stationierte Verband umfasste bis zu 1.725 Soldaten und war ein verstärkter Nachschub- und Transporteinsatzverband.

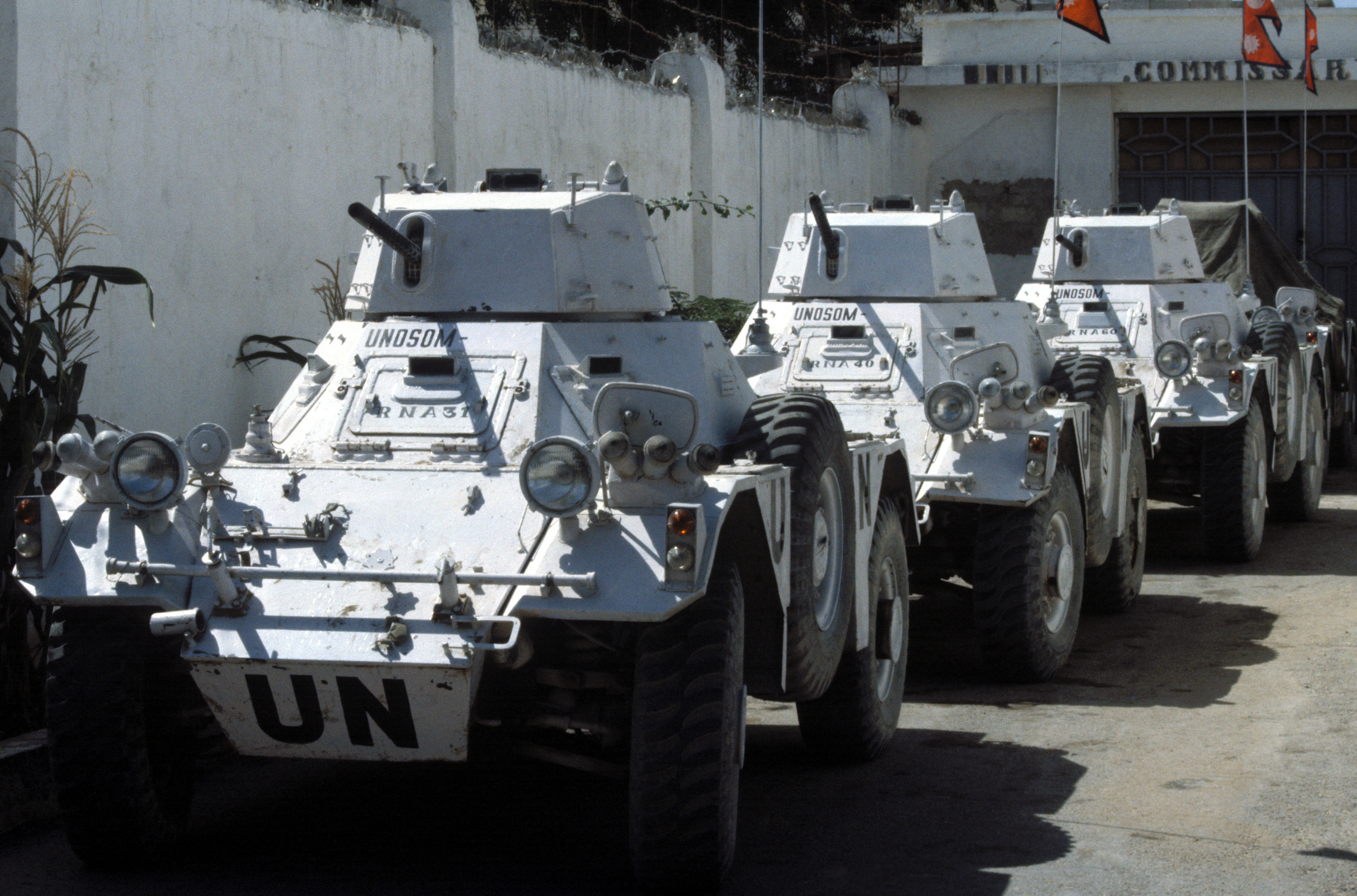
Ferret-Radpanzer der nepalesischen Armee während des Einsatzes in Somalia 1993

Im März 1995 wurde die Mission beendet. Bis heute wird diskutiert, ob sie ein Erfolg war oder nicht. Umstritten ist in dieser Hinsicht hauptsächlich, ob das primäre Ziel der UN die Versorgung der Menschen oder die Schaffung von Frieden war; während eine Verbesserung der humanitären Lage zumindest kurzfristig gelang, blieben Versuche zur Sicherung eines dauerhaften Friedens erfolglos.
Aus amerikanischer Sicht war wegen 18 Todesfällen und der Schlacht von Mogadischu (u. a. einer breiteren Öffentlichkeit bekannt geworden durch den Spielfilm Black Hawk Down) die UNOSOM-II-Mission ein Debakel. Dies gilt als wesentlicher Grund für das zögerliche Eingreifen der USA und der übrigen Weltgemeinschaft beim Völkermord in Ruanda 1994.
Nach dem Ende der UNOSOM II wurde das Politische Büro der UN für Somalia (UNPOS) gegründet, um die Bemühungen der UN um Frieden in Somalia weiterzuführen.